# Паплонский, Иван Иванович
Иван Иванович Паплонский (пол. Jan Teodor Wibultowicz Papłoński; 1819—1885) — действительный статский советник, писатель

—публицист и педагог Царства Польского; глава Варшавского института глухонемых и слепых.

## Биография
Происходил из дворянского родаПаплонских; родился в местечке Видзы 21 ноября 1819 года. Окончив курс Виленской гимназии, поступил в Императорский Московский университет, который окончил в 1840 году со степенью кандидата 1-го (историко-филологического) отделения философского факультета.
Был определён 19 сентября 1840 года исполняющим должность учителя русского языка в Варшавское уездное училище, а 20 июля следующего года назначен исполняющим обязанности младшего учителя русского языка во 2-ю Варшавскую гимназию; оставаясь на этой должности, И. И. Паплонский 20 июля 1843 года получил назначение исполняющим должность профессора русской словесности на Варшавских юридических курсах (до 20 июля 1846 года).
С 26 июля 1844 года занял место учителя русского языка в Варшавской художественной школе, затем в Варшавской губернской гимназии (с 20 июля 1845 года), в Варшавском благородном институте (с 11 августа 1848 года).
С 19 апреля 1850 года был переводчиком при «Медицинском совете Царства Польского», преподавал всеобщую историю в Художественной школе (с 28 июля 1850 года), где, кроме того, с 19 декабря того же года читал и курс русской словесности.
С 11 января 1853 года Паплонский был назначен старшим цензором Варшавского цензурного комитета с оставлением в звании учителя Художественной школы, но уже 18 августа 1855 года был определён чиновником особых поручений при попечителе Варшавского учебного округа; через четыре года ему было поручено временное управление Высшим женским училищем, а ещё через месяц (в сентябре 1859 года) — преподавание русского языка и словесности в бывшей Варшавской римско-католической духовной академии.
В течение этого периода времени Паплонский неоднократно ревизовал различные учебные заведения, рассматривал рукописи учебников, составляемых для училищ Варшавского учебного округа, состоял председателем Комитета, учрежденного для рассмотрения рассуждений, написанных учениками местных заведений для получения медалей, выбирал темы для подобных сочинений и т.д.
22 апреля 1860 года Ян Паплонский был назначен членом Совета Александринского Девичьего института в Новой Александрии, а 19 сентября следующего года — членом Совета Народного Просвещения и визитатором учебных заведений Царства Польского.
12 февраля 1864 года он был приглашён к временному присутствованию в административных заседаниях бывшей Правительственной Комиссии духовных дел и народного просвещения. 

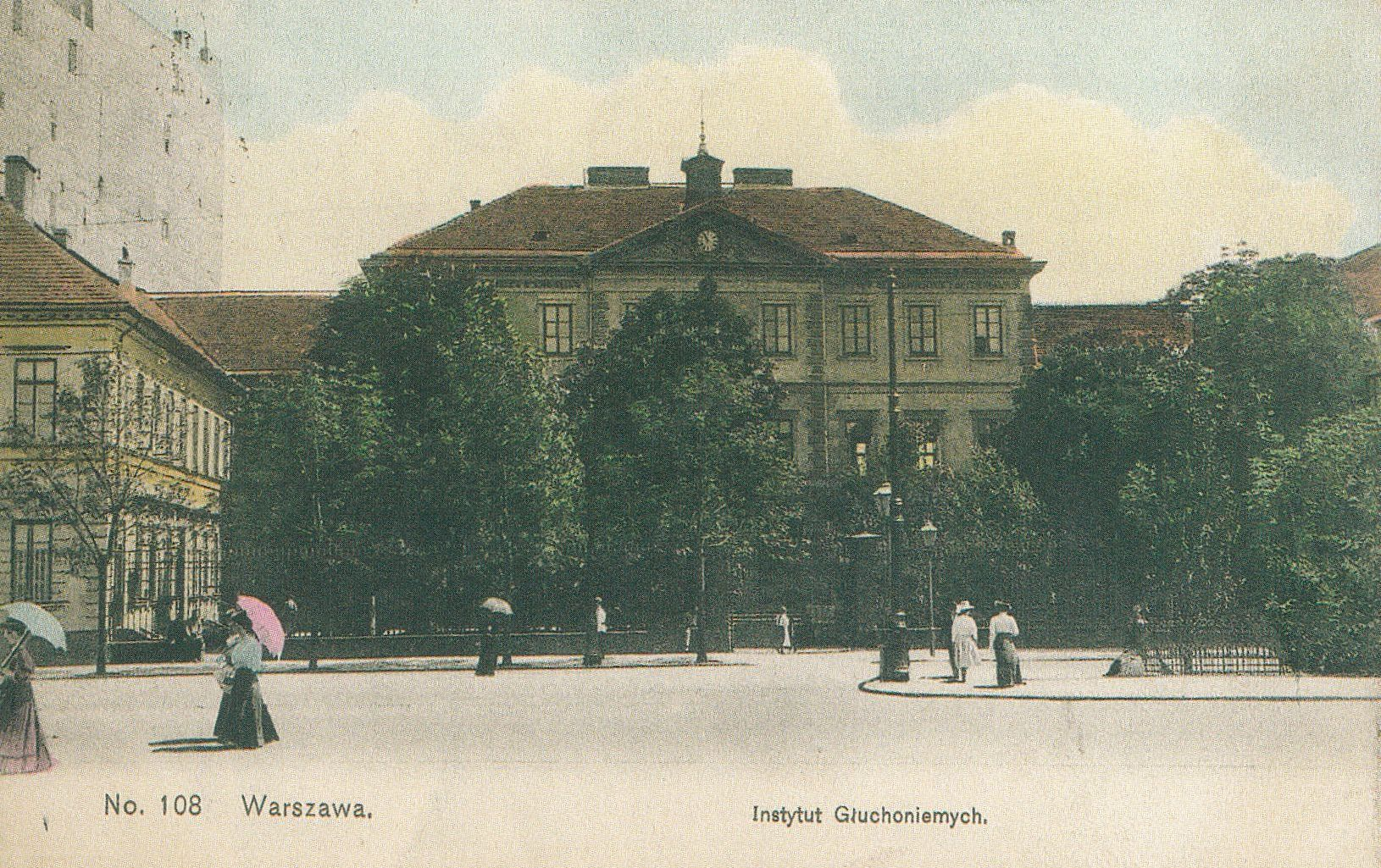
Варшавский институт глухонемых и слепых

20 октября 1864 года Паплонский занял кафедру сравнительной филологии в бывшей Главной школе и, вместе с тем, был назначен директором в Варшавский институт глухонемых и слепых, оставаясь в звании профессора Духовной академии и состоя одно время членом Комитета для составления проекта преобразования Главной школы в Императорский Варшавский университет.

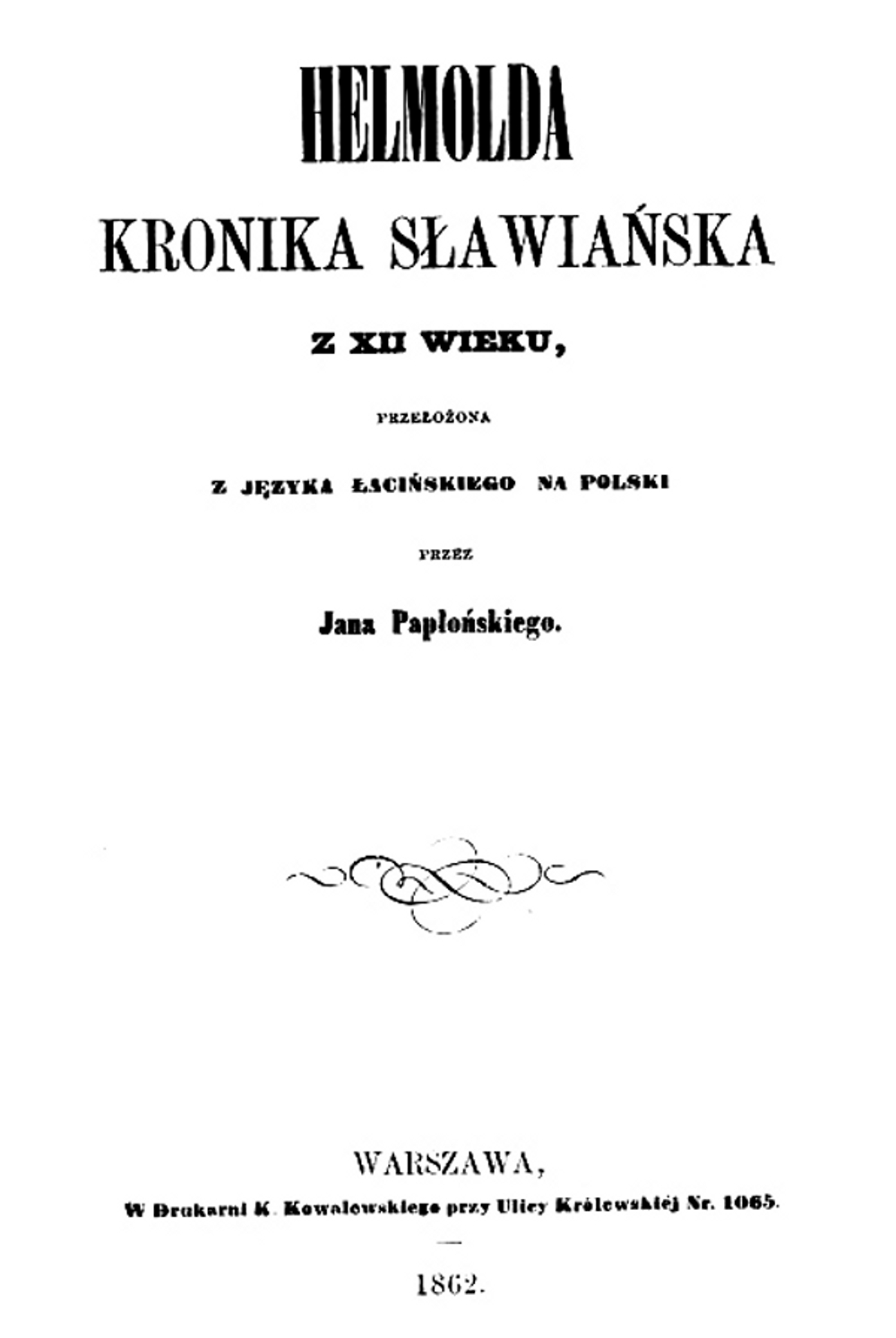
Kronika Słowian wydana w 1862 w tłumaczeniu Jana Papłońskiego.

В 1870 году по выслуге 30 лет Паплонский вышел из состава профессоров и обратил все свои силы на устройство Института глухонемых и слепых, который сумел существенно улучшить; при нём построена была новая часть здания Института, увеличено число мастерских, открыты во всех классах параллельные отделения, а вместе с тем увеличен и штат преподавателей. Паплонский издал 14 руководств и учебников для своих воспитанников, открыл при Институте ботанический сад и педагогический музей, основал для окончивших курс воспитанников особые общества, а на хуторе Увелины (близ Варшавы), который он исхлопотал у казны, намерен был открыть курсы сельского хозяйства, на которых глухонемые из крестьян могли бы вести практические занятия, а также приют для стариков и людей с психическими расстройствами. Такая плодотворная деятельность Паплонского была отмечена правительством, которое неоднократно командировало его за границу для знакомства с постановкой дела воспитания и обучения глухонемых и слепых на Западе; отчет о первой из таких командировок был напечатан им в «Журнале Министерства Народного Просвещения» за 1869 год, под заглавием «Заведения для глухо-немых и слепых в некоторых государствах Западной Европы», другие же печатались в основанном им издании «Pamiętnik Warszawskiego Instytutu głuhoniernych и ociemniałych».
В 1868 году, 7 июня, Паплонский был произведён в действительные статские советники.
Умер 28 ноября 1885 года в Варшаве.